# Escudo de Angola
El escudo de armas de Angola, más bien un emblema que un escudo heráldico, en su versión actual data de 1990, año en que se cambió el nombre oficial del Estado, «República Popular de Angola» -adoptado a raíz de la independencia, en 1975 -, por el actual «República de Angola». Sin embargo, el escudo conserva aún la evocación marxista del emblema originario, elementos que se repiten también en la bandera nacional.

## Diseño
Se trata de un emblema circular en el centro del cual hay un machete y un azadón pasados en aspa, en alusión a la revolución del pueblo agrícola trabajador que llevó a la independencia. Encima, una estrella de cinco puntas, otro símbolo socialista, en alegoría del progreso. Abajo, un sol naciente, el símbolo tradicional de un nuevo comienzo. Todos estos elementos están rodeados de un círculo formado por media rueda dentada, símbolo de los trabajadores de la industria, y a la otra mitad un ramillete de hojas de café y una mazorca de maíz, por la significación de estos recursos agrícolas en la economía angoleña.
En la base, un libro abierto representa la importancia de la educación. Bajo el emblema, una cinta lleva escrito el nombre oficial en portugués del Estado; este es el único elemento que cambió en la modificación que se hizo al escudo en 1990.

## Escudos históricos

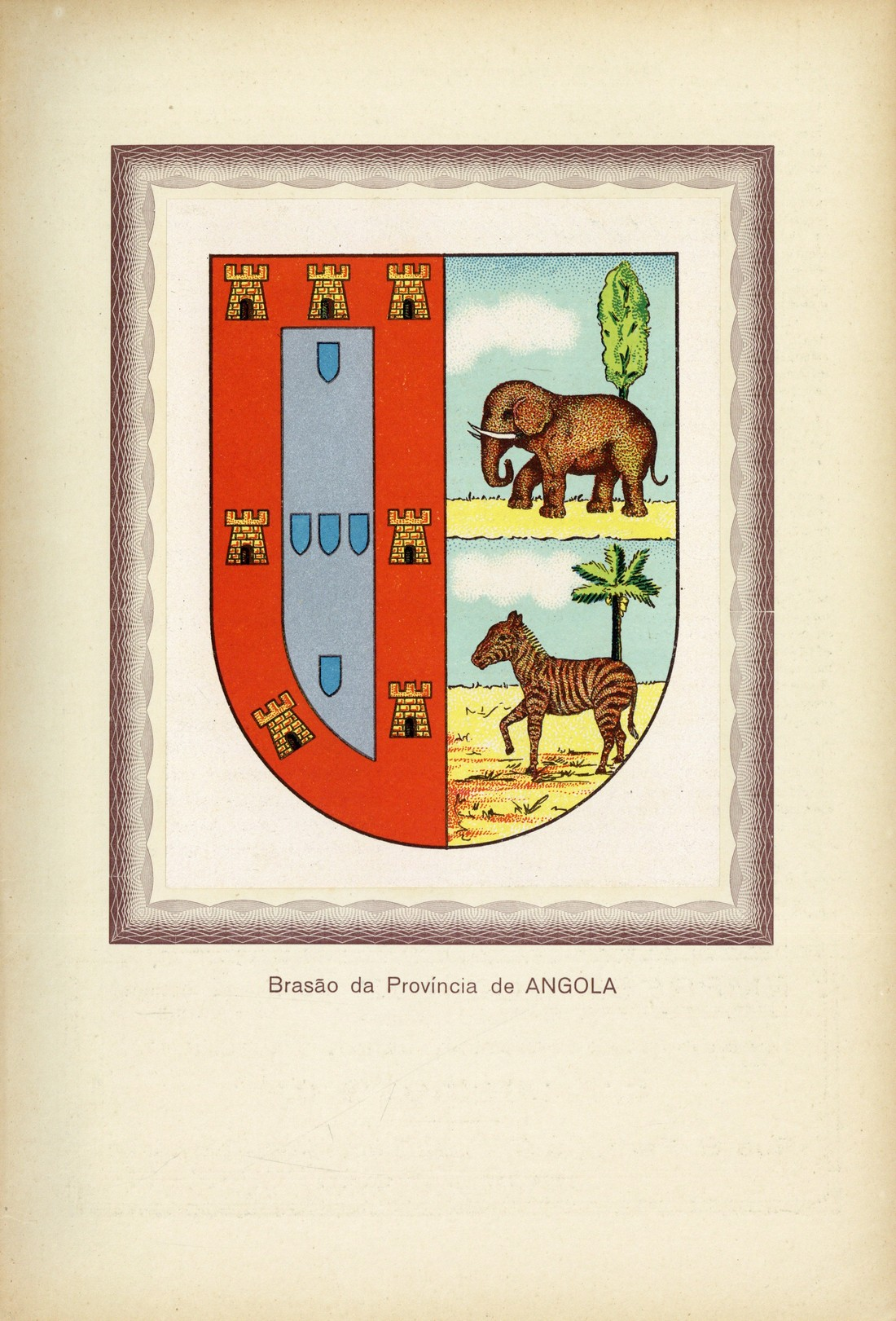
Propuesta de escudo de armas de Angola en el Boletín de 1933
Propuesta de escudo de armas para la colonia de Angola, a petición de la Agencia General de las Colonias, para el Instituto Portugués de Heráldica y elaborada por Afonso Dornelas en junio de 1932.
Escudo de armas temporal representando a la Angola portuguesa en la exposición colonial portuguesa (1934)
Escudo durante la época colonial portuguesa (1935-1951)
Escudo durante la época en que Angola fue provincia portuguesa (1951-1975)
Escudo de armas pequeño entre el 8 de mayo de 1935 y el 11 de noviembre de 1975.
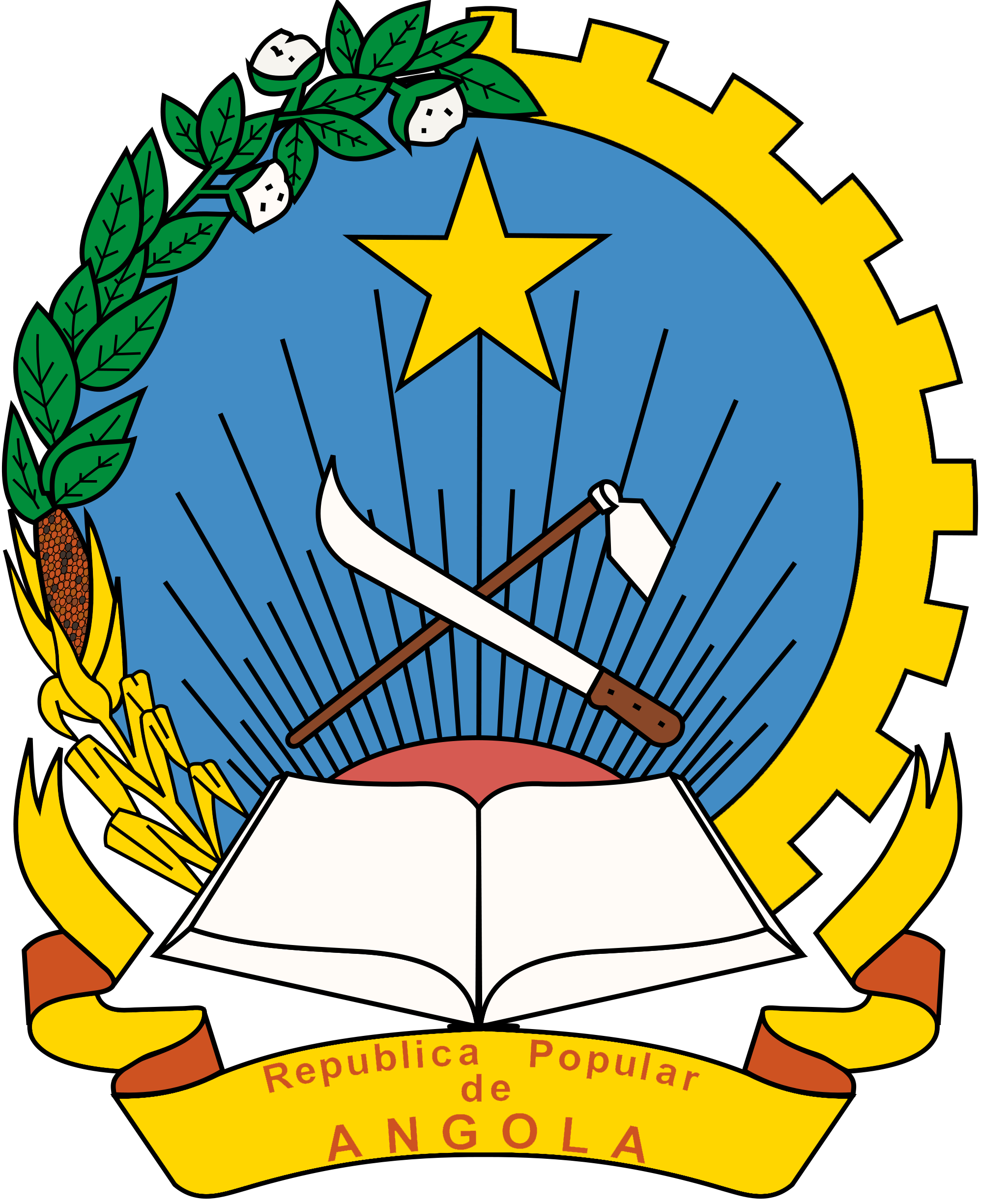
Emblema de la República Popular de Angola (1975-1992)
Emblema de la República Popular Democrática de Angola, un gobierno rival controlado por UNITA (1975-1976 y 1979-2002)